# غيرغلي أندرياس مولنار
غيرغلي أندرياس مولنار (بالمجرية: Molnár Gergely András)‏ هو عسكري مجري، ولد في 16 نوفمبر 1897 في Kiskundorozsma ‏ في المجر، وتوفي في 22 مارس 2006.